# 邪神戦争
邪神戦争（じゃしんせんそう）は、水野良のファンタジー小説『ロードス島戦記』および同名のTRPGリプレイに登場する架空の戦争。新王国暦525年に勃発した戦いで、最終局面で「三柱の神」が降臨した。
本項では『ロードス島戦記』の続編である『新ロードス島戦記』で描かれた第二次邪神戦争（新王国歴527年）についても併せて解説する。

## 邪神戦争（第一次邪神戦争）

### 発端
英雄戦争にて「暗黒皇帝」ベルドが戦死した後、マーモ帝国は暗黒騎士団長「黒衣の騎士」アシュラム、宮廷魔術師「黒の導師」バグナード、ファラリス教団最高司祭「闇の大僧正」ショーデル、ダークエルフの族長ルゼーブの4人による評議会によって統治されていた。しばらくは旧カノンを拠点に国力を回復させていたマーモであったが、英雄戦争終結から15年後、ヴァリス第2の都市アダンを奇襲し、英雄戦争時に一旦占領したが奪還されていたこの地を再度支配する。同時に、王位継承を巡り内乱状態であったアラニア王国のラスター公爵と同盟を結び、ヴァリスを窮地に追い詰めていく。

### 戦局
ヴァリス王国対マーモ帝国で始まった戦いは、ヴァリス王国側にフレイム王国が加勢し、またマーモ領カノンでも旧カノン王国の復興を目指すカノン自由軍が蜂起し、マーモ帝国およびアラニア王国（僭王ラスター）と戦う構図で展開される。
フレイムはアラニアの王位継承権者ノービス伯アモスンの子息・ロベスが亡命してきたことを利用し、ロベスを旗印としてアラニアに侵攻を開始する。炎の部族との内戦が集結して以来平和続きだったフレイム軍は予想外の苦戦を強いられるが、六英雄のウォートとフレーベが加勢したことによって王都アランの攻略に成功。僭王ラスター公爵を処刑し、アラニア国王・ロベスII世を即位させる。そして戦前の約束どおりフレイム軍のアラニア通過をロベスに承諾させ、時間をおかずにマーモ島へと繋がるカノンの港町ルードを目指して進撃を再開する。
ヴァリスは神官王エトが『聖戦』を発動し、一般民からなる義勇兵を総動員して、アダンを占領したマーモ軍と交戦する。多くの犠牲を払いながらアダンを奪回しマーモ軍を撤退に追い込むと、そのままカノンに逆侵攻し、フレイム軍との合流のためルードを目指す。
この状況に対し、マーモ軍主力を率いてヴァリスからカノンを転戦する「黒衣の将軍」アシュラムは、本国からのルード死守命令を無視してマーモ島への帰還を決意する。
カノン王国の『帰還王』レオナーや『自由騎士』パーンらの活躍によって、アシュラムが撤退した後のルードが解放され、フレイム・ヴァリス・カノンの三国はルードで合流する。更に内戦が終結したモス公国（ハイランド王国）の竜騎士も加わり、マーモ島での最終決戦へと移行する。

### 終結
ルードで会同したロードス諸国は連合軍を組織し、マーモ本島への侵攻を開始するも、マーモ島での戦いは熾烈を極め、各国共に大きな損害を出すことになる。既にマーモ帝国は国家としての纏まりを喪っていたが、それぞれの勢力が頑強に抵抗したためである。
ダークエルフを率いるルゼーブは、炎の上位精霊を召喚し自分自身を巻き込んで本拠地である闇の森を全焼させ、攻め込んだフレイム軍「砂漠の鷹」騎士団フォザル隊を全滅させる。このときリーフの母ジェシーが避難活動をしており、彼女がいなかったら他の軍の被害ももっと大きかっただろうと言われている。
ファラリス教団の大司祭ショーデルは神殿に篭り、暗黒神を降臨させることで神殿に攻め寄せたヴァリスの聖騎士を全滅させる。この暗黒神降臨の場に接して生き残ったのはエト王ただ一人であった。
マーモ島の守護竜である邪竜ナースも連合軍の脅威となったが、ハイランドの竜騎士と金鱗の竜王マイセンの活躍によって被害は抑えられる。古竜マイセンの出現によって戦意を喪失したナースは南方へ脱出し、リザードマン達が住む島に移住する。
各勢力が独自に抵抗を続ける最中、帝国の最後を悟ったアシュラムは指揮下の暗黒騎士団と共に港町サルバドで連合軍の進撃を足止めし、マーモ帝国になおも忠誠を誓う人々を率いて、暗黒の民を受け入れる新天地を求めて大海に脱出する。
帝国にもマーモ島にも執着の無い「黒の導師」バグナードは、邪神カーディスの奇跡によってノーライフキングへの転生を遂げ、ひとり歴史の闇へと消える。
また、邪神の復活による光と闇の共倒れを謀るカーラにより、カーディスの最高司祭「亡者の女王」ナニールの魂を宿すニースに破壊神カーディスが降臨するが、ニースはその身に大地母神マーファを同時に降臨させることにより、カーディス復活による大いなる災厄からロードス島を守る奇跡を行う。その場に駆けつけたパーンやスレインらは、カーラに支配されたウッド・チャックを呪縛から解放し、カーラとの長年の因縁に決着をつけることに成功する。

### 戦後処理
マーモ帝国が滅亡した後のマーモ島の統治は、フレイム王国が担うことになる。これは邪神戦争においてフレイムが最も多くの戦功を上げ、最も多くの犠牲を払っていたこと、英雄戦争以来の国内紛争をロードス諸国で唯一早期終結させていたため国力に余裕があったことが理由とされている。マーモ島の太守にはフレイム王カシューの最側近であるシャダム公爵が任じられ、カシューの後継者と目されていたスパークを公王とするマーモ公国へ1年後に移行する。
また、年に1回、諸国の王が集って円卓会議を開催ことが決められた。諸国王会議には唯一の例外として、どこの王国にも仕えない自由騎士パーンに参加権（傍聴権、発言権）が認められ、そのための称号として「ロードスの騎士」がパーンに与えられた。

## 第二次邪神戦争
終末戦争とも呼ばれる。フレイムの属国であるマーモ公国に対して破壊神カーディスの教団が宣戦布告し、異世界から『終末のもの』を召喚して公国を壊滅へと追い込む。このとき公王スパークが行方不明になったことで、公国は滅んだものとロードス諸国からみなされる。
この事態を受けて諸国王会議が開催され、アラニア王ロペスがフレイムの監督不行届きを糾弾し、アラニア軍を派遣してカーディス教団を討伐した後、アラニアがマーモ島を領有することを主張する。しかし『ロードスの騎士』パーンがこれに反対し、パーン自身が先頭に立ち有志を募って義勇軍を結成、討伐へと向うことになる。この際に諸王とパーンは、誰がマーモを解放したとしてもフレイム領マーモ公国ではなく独立国マーモ王国とすること、パーンがマーモを解放した場合は彼がマーモ国王になることを確約していた。国王を超える人望を持つパーンを一国家に縛り付けることができれば諸王にとってもメリットがあるため、自身の提案を却下されたロベスも承諾していた。
実際にはパーンがマーモを解放する前に、スパークが帰還し解放を成し遂げていたため、パーンがマーモ国王になることはなかった。独立したマーモ王国はスパークが国王となるが、当時のマーモは優秀な人材をほとんど失っており、それぞれの事情から、パーンが期限付きで騎士団長に、元フレイム王国宮廷魔術師のスレインが宮廷魔術師に就任している。